# Militant Mentalitet
Militant Mentalitet er det første album af den danske musikgruppe MellemFingaMuzik, der består af rapperne Stepz og Branco, efter udgivelsen af EP'en MellemFingaMuzik fra 2014.

## Modtagelse
Ralf Christensen fra Information mente, at "de to herrer rapper formidabelt smidigt, selv når det sker med stor tyngde. Og med Militant Mentalitet får den danske hiphop et nyt reflekteret (de vil virkelig helst ikke affyre gøbjernene) og musikalsk muskuløst (det er helt enkelt brutalt medrivende musik) udtryk".
Albummet blev af Simon Lund, Joakim Grundahl, Kim Skotte og Lucia Odoom fra Politiken kåret som det 7. bedste danske album i 2015.

## Spor
| 1.    | "INTRO"                                     | 1:15 |
| 2.    | "ØJE ÅBEN"                                  | 3:46 |
| 3.    | "OS & DEM" (featuring Højer Øye)            | 4:20 |
| 4.    | "COCAINA" (featuring Gilli)                 | 4:05 |
| 5.    | "A.N.D.E.L."                                | 3:33 |
| 6.    | "HÆLDER OP"                                 | 4:02 |
| 7.    | "A.P.MØLLER" (featuring Gilli)              | 4:42 |
| 8.    | "ARABA 2.0" (featuring Sivas)               | 5:24 |
| 9.    | "STIK AF" (featuring Gilli)                 | 2:48 |
| 10.   | "GADEPLAN"                                  | 3:16 |
| 11.   | "HVOR DE HENNE"                             | 3:32 |
| 12.   | "SNAKKER" (featuring Gilli)                 | 3:11 |
| 13.   | "HEROMKRING" (featuring Højer Øye og Gilli) | 4:30 |
| 14.   | "SENERE" (featuring Gilli)                  | 4:01 |
| 52:31 |                                             |      |

Sangen 'SENERE' gik platin i december 2016.

## Hitlister

### Ugentlige hitlister
| Hitliste (2015)        | Højeste placering |
| ---------------------- | ----------------- |
| Danmark (Album Top 40) | 7                 |